# 정락공주
정락공주 주헌규(중국어: 靜樂公主 朱軒媯, 1584년 7월 8일 - 1585년 11월 12일)는 명나라의 공주이고, 명 신종의 3녀이다. 어머니는 영비 왕씨이다. 
주헌규는 만력 12년 6월 1일에 태어났으며, 만력 13년 윤9월 무오일에 불행히도 요절하였다. 나이는 1세 남짓이며, 정락공주(靜樂公主)라 추봉하고, 장례는 성인례제를 채택하였다. 선거공주, 운몽공주, 영구공주, 운화공주 등 네 명의 이복자매와 함께 금산에 묻혔다.